# Coeliccia yamasakii
Coeliccia yamasakii är en trollsländeart som beskrevs av Syoziro Asahina 1984. Coeliccia yamasakii ingår i släktet Coeliccia och familjen flodflicksländor. IUCN kategoriserar arten globalt som livskraftig. Inga underarter finns listade i Catalogue of Life.